# Gwen van Poorten
Gwen van Poorten (Veghel, 17 november 1989) is een Nederlands presentatrice, die vooral bekend werd van haar werk bij BNNVARA.

## Biografie
Van Poorten werd geboren in het ziekenhuis te Veghel en groeide op in het naburige Uden. Op achttienjarige leeftijd verhuisde ze naar Den Haag. Hier deed ze modellenwerk en opdrachten voor onder meer Bavaria en Axe. Na twee jaar  ging ze werken in een sportschool.

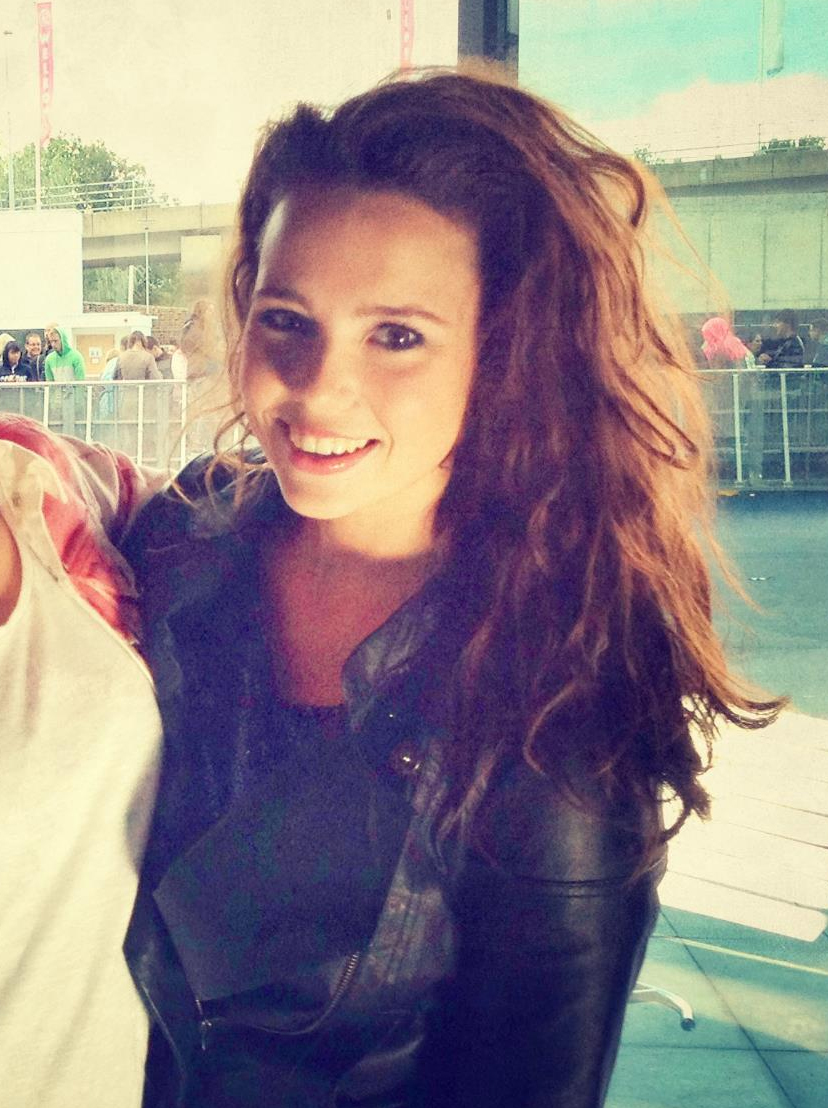
Gwen van Poorten (2012)

Van Poorten begon haar carrière als presentatrice, door het verzorgen van de producties en presentaties van aftermovies voor verschillende festivals, clubtours en andere evenementen. Dit werk deed ze o.a. voor Xite, waar ze in 2012 als vj aan de slag ging. In 2014 stapte ze over naar BNN, waar ze het programma De Social Club ging presenteren. Later dat jaar werd ze verslaggever voor Spuiten en Slikken. Ze stopte in 2018 als presentatrice van BNNVARA.
In 2014 was Van Poorten een van de 24 kandidaten die deelnamen aan het derde seizoen van de Nederlandse uitvoering van het tv-spelprogramma Fort Boyard. In 2016 was ze te zien als deelnemer in het programma Roadtrippers. Na haar afscheid bij BNNVARA presenteerde ze onder andere het programma Trucker zoekt vlam op de website van het Algemeen Dagblad. In 2022 deed Van Poorten mee aan de Halloween-editie van het programma De Verraders, dat toen alleen op Videoland was te zien.

## Podcast
In mei 2020 begon ze met haar podcast #METZNALLENdepodcast, geproduceerd door Tonny Media, waarin ze in gesprek gaat met bekende Nederlanders. Luisteraars kunnen vragen stellen. Gasten waren onder andere Shelly Sterk, Rick Brandsteder, Art Rooijakkers en Giel Beelen.
Sinds 2022 maakt Van Poorten samen met Geraldine Kemper de wekelijkse podcast De Grote Gwen en Geraldine Show, eveneens geproduceerd door Tonny Media.

## Privé
Van Poorten was in 2023 korte tijd verloofd met haar vriend.

### Bestseller 60
| Boeken met noteringen in de Nederlandse Bestseller 60 | Jaar van verschijnen | Datum van binnenkomst | Hoogste positie | Aantal weken | Opmerkingen |
| ----------------------------------------------------- | -------------------- | --------------------- | --------------- | ------------ | ----------- |
| Voeten in het stopcontact                             | 2022                 | 28-09-2022            | 38              | 2            |             |
| 33                                                    | 2024                 | 26-06-2024            | 8               | 7            |             |